# Roberto Fortunato
Roberto Fortunato (Borgosesia, província de Vercelli, Piemont, 12 de juny de 1964) va ser un ciclista italià. Va competir com amateur, i el 1987 es proclamà campió del món en contrarellotge per equips.

## Palmarès
- 1987
  -  Campió del món per equips de contrarellotge de 100 km en ruta, amb Flavio Vanzella, Eros Poli i Mario Scirea
  - Vencedor d'una etapa del Giro de les Regions